# Петар Мрконіч
Петар Мрконіч (хорв. Petar Mrkonjić; нар. до 1645 — пом. після 1669) — легендарний гайдук із району Імотського, що в далматинському загір'ї (нинішня Хорватія), який діяв як партизанський ватажок на боці Венеційської республіки під час Кандійської війни (1645—1669) між Венецією та Османською імперією.

## Історія
Свого часу Вук Караджич не знайшов жодних історичних документів про Петара Мрконіча, а фольклорист Степан Грчич не вважав його історичною особою.
На думку Анджелка Міятовича, зазвичай вважається, що епічна постать Петара Мрконіча є історичною особою і що він народився в Імотському та, можливо, це та сама особа, що й Петар Імочанин (хорв. Petar Imoćanin «Петро з Імотського»), який жив у середині XVII століття і, як кажуть, сильно нашкодив маєтностям Рагузької республіки, після чого її жителі зажадали від венеційців стримати його, оскільки той був венеційським підданим.

## Відгомін
Мрконіч став героєм віршів і хорватських патріотичних пісень. Одні з найдавніших згадок про Мрконіча містяться у творі венеційсько-хорватського ченця і поета Андрії Качича Міошича (1704—1760) Vitezovi Imotske krajine.
Da je komu pogledati bilo
ljutu zmiju Petra Mrkonjića:
u njega su oči sokolove,
a desnica Miloš Kobilića!
Često ide na Bosnu ponosnu,
vodi roblje na skelu makarsku
ter prodaje Turke u Latine
i lijepe bule i kadune.
Ni to Petru dosta ne bijaše,
već junačke glave odsicaše.
To svidoče starci od krajine,
da bijaše junak od starine,
a najveće pisme i popivke,
kojeno se od njega pivaju:
junak biše Petre Mrkonjiću,
ognjenoga rata od Kandije.— Vitezovi Imotske krajine, збірка Андрії Качича Міошича
У сербській народній епічній поезії він має статус героя поряд з іншими гайдуками, такими як Стараць Вуядин, Пеція, Голуб, Старина Новак, Байо Пивлянин та інші. Він також зображений у вірші сербського мовознавця Вука Стефановича Караджича (1787—1864) у книжці «Яут-бег і Перо Мрконіч» (Jaut-beg i Pero Mrkonjić).
Під час Великої східної кризи, розпочатої повстанням сербів у Боснії та Герцеговині проти Османської імперії 1875 року (Боснійсько-герцеговинське повстання), князь Петро прибрав собі ім'я гайдука Петара Мрконіча з Рагузи і приєднався до повсталих боснійських сербів як ватажок партизанського загону. 1925 року було засновано «Організацію сербських четників — Петар Мрконіч», хоча її чотирма роками пізніше заборонив король Олександр І, коли запровадив диктатуру. Під час Другої світової війни існувала четницька команда під назвою Петар Мрконіч, яка налічувала 700 бійців. У квітні 1992 року Бабич сформував воєнізовану бригаду ім. Петра Мрконіча. Існувала також медаль Петра Мрконіча, якою нагороджували в Республіці Сербській.